# ADCC Submission Fighting World Championships 2011
IX Mistrzostwa Świata ADCC – dziewiąta edycja największego turnieju submission fightingu na świecie, która odbyła się w dniach 24-25 września 2011 roku w Nottingham, w hali Capital FM Arena.

## Wyniki

### Mężczyźni
| Kategoria:  | Złoto:                | Srebro:                 | Brąz:                     |
| 66 kg       | Rafael Mendes         | Rubens Charles Maciel   | Jeff Glover               |
| 77 kg       | Marcelo Garcia        | Leo Vieira              | Kron Gracie               |
| 88 kg       | André Galvão          | Rousimar Palhares       | Pablo Popovitch           |
| 99 kg       | Dean Lister           | Jão Assis               | Alexandre Ribeiro         |
| ponad 99 kg | Vinícius de Magalhães | Fabricio Werdum         | Roberto Abreu             |
| Absolutna   | André Galvão (88 kg)  | Pablo Popovitch (88 kg) | Alexandre Ribeiro (99 kg) |

### Kobiety
| Kategoria:  | Złoto:           | Srebro:           | Brąz:           |
| 60 kg       | Kyra Gracie      | Michelle Nicolini | Luanna Alzuguir |
| ponad 60 kg | Gabrielle Garcia | Hannette Staack   | Ida Hansson     |

### "Super walki"
- Ronaldo "Jacaré" Souza vs  Braulio Estima – zwycięstwo Estimy na punkty (3:0)
- Mário Sperry vs  Renzo Gracie – zwycięstwo Sperry'ego na punkty (5:0)